# Szar Płanina

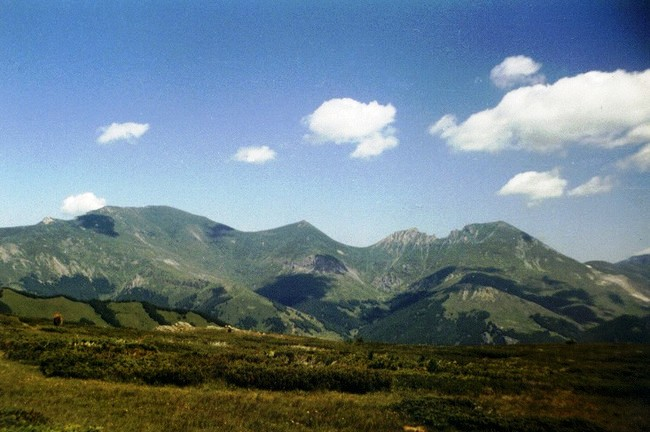
Szar Płanina z Macedonii

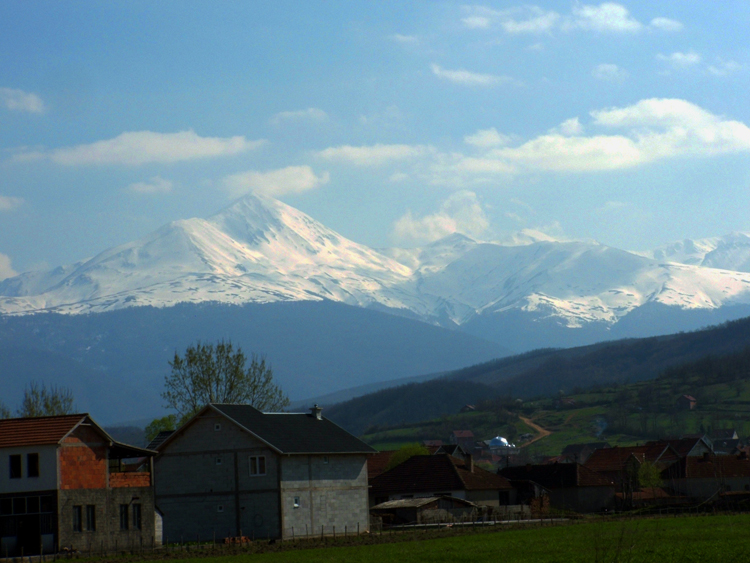
Ljuboten

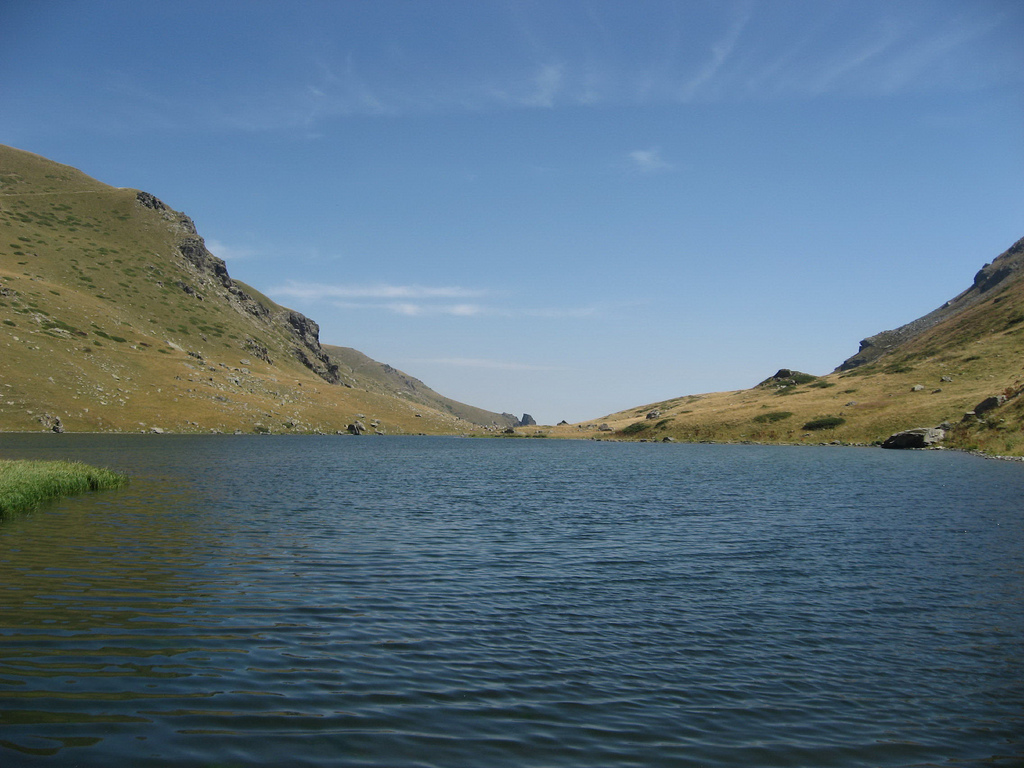
Jezioro Bogovinje

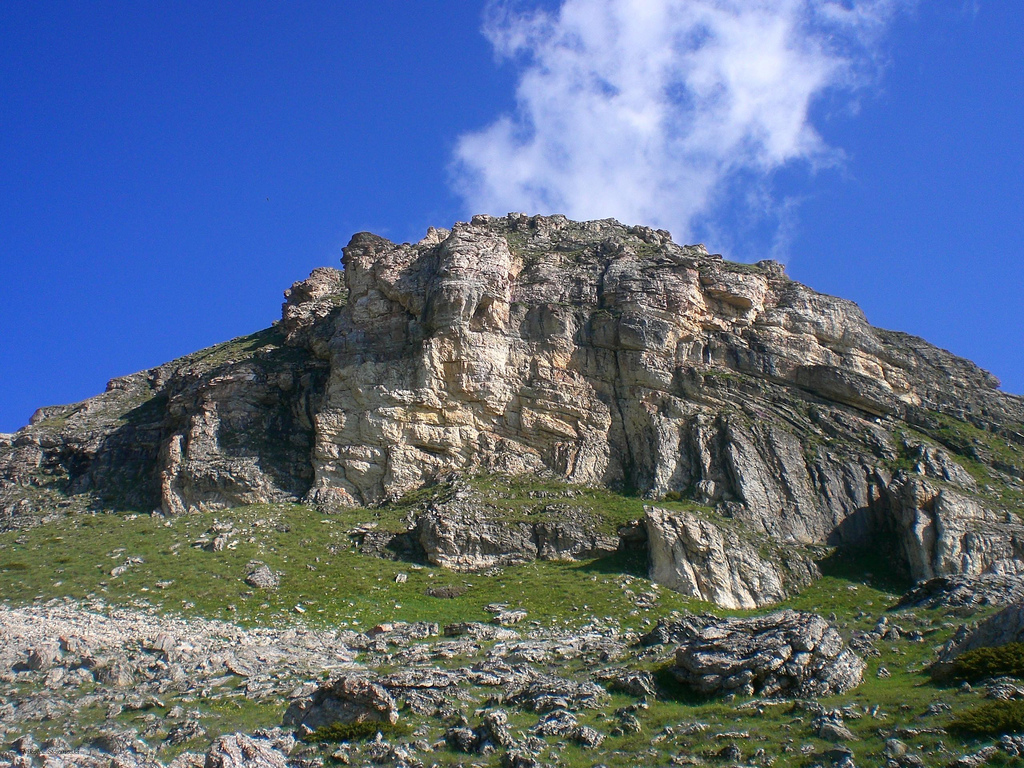
Szar Płanina w Macedonii Północnej

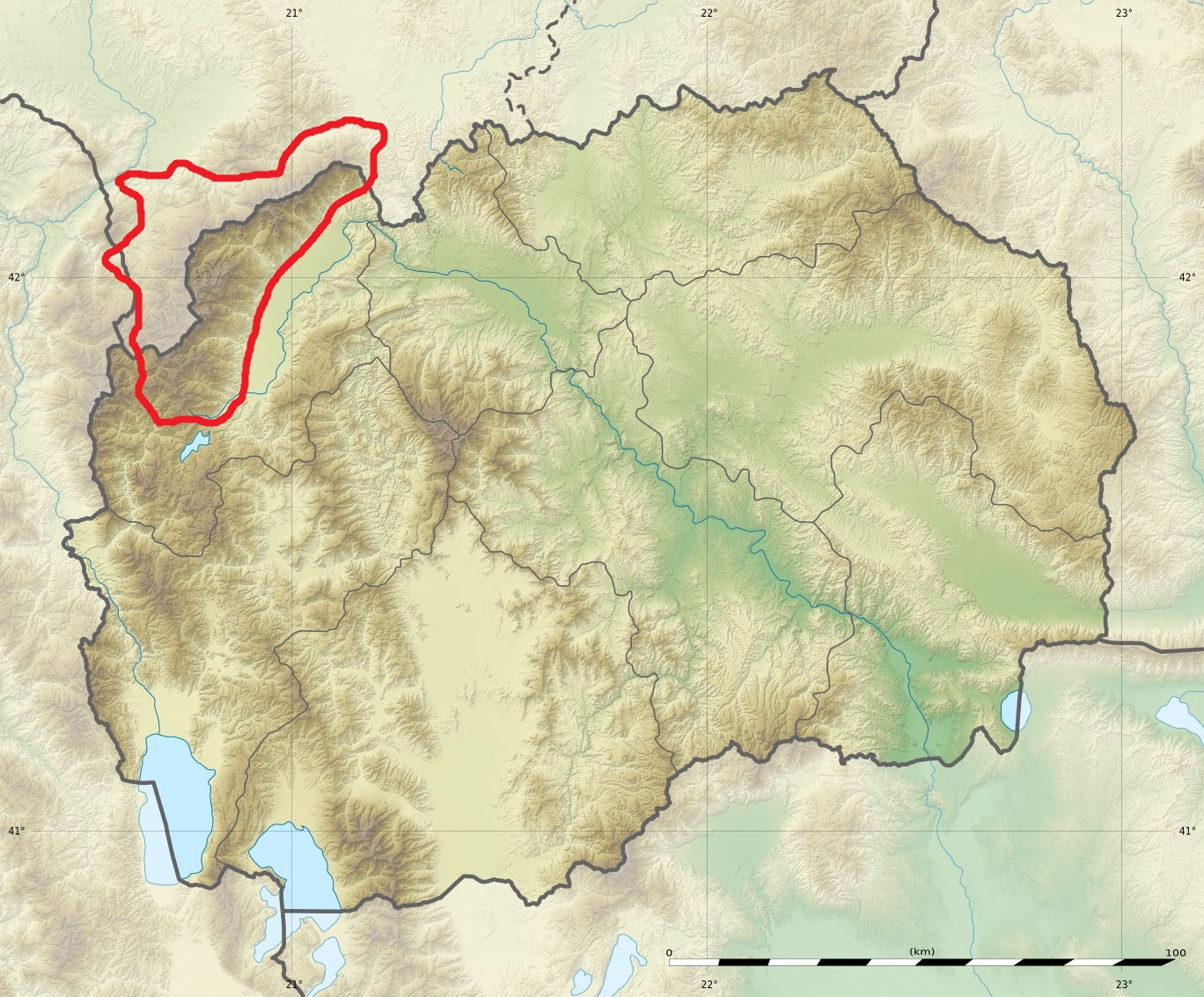
Położenie Szar Planiny

Szar Planina, Szarska Planina (serb. Šar Planina, serb. w cyrylicy i maced. Шар Планина, alb. Malet e Sharrit) – zrębowe pasmo górskie na Półwyspie Bałkańskim.
Pod względem politycznym pasmo to znajduje się na terytorium południowej części Kosowa, południowej Serbii, północno-wschodniej Albanii i północno-zachodniej Macedonii Północnej. Rozciąga się na długości około 100 kilometrów, z południowego zachodu na północny wschód. Najwyższym szczytem pasma jest Titow Wrw, który osiąga wysokość 2747 metrów. Na północy pasmo to graniczy z Górami Dynarskimi, na południu z pasmem Korab. Znajdują się tu lasy, łąki górskie; tereny narciarskie.

## Szczyty
- Titow Wrw – 2747 m,
- Mal Turčin – 2707 m,
- Bakardan – 2704 m,
- Borisławec – 2675 m,
- Rudoka (Maja e Njerit) – 2658 m,
- Peskovi – 2651 m,
- Mała Rudoka – 2629 m,
- Dzini Beg – 2610 m,
- Ezerska Chuka – 2604 m,
- Maja bardhë e Jezercës – 2590 m,
- Crn wrw – 2585 m,
- Big Vraca – 2582 m,
- Isa Aga – 2555 m,
- Guri i Zi – 2536 m,
- Kobilica – 2528 m,
- Piribeg – 2524 m,
- Ljuboten – 2498 m,
- Maja Livadh – 2497 m,
- Zallina – 2493 m,
- Mal Vraca – 2483 m,
- Kara Nikolla – 2409 m,
- Tumba – 2346 m,
- Gemitash – 2183 m,
- Kalabak – 2174 m,
- Maja Ksulje e Priftit – 2092 m.

## Szar Płanina w Kosowie
W Kosowie znajduje się największa część pasma, aż 43% całkowitej powierzchni łańcucha. Góry te zajmują południowe i południowo-wschodnie rejony Kosowa. Obszary te obfitują w jeziora, szczególnie w rejonach na południe od miejscowości Dragaš. Główny ośrodek narciarski – Brezovica, położony na wysokości między 900 a 2524 m n.p.m., znajduje się w północno-wschodnim zakątku części kosowskiej.
Szczyty Ljuboten i Skopska Crna Gora tworzą wąwóz Kačanik (alb. Gryka e Kaçanikut, serb. Качаничка клисура – Kačanička klisura). Dolina Sirinić oddziela pasmo Szar od masywu góry Nerodimka. W Kosowie znajduje się też Park Narodowy Szar Płanina. Miejscowości położone w pobliżu gór:
- Prizren – największe miasto w regionie,
- Kačanik,
- Dragaš,
- Brezovica,
- Štrpce.

Jeziora w kosowskiej części Szar Płaniny:
- Wielkie Jažinačko,
- Małe Jažinačko,
- Šutmansko,
- Niższe Defsko,
- Štrbačko,
- Czarny Vir,
- Donji Vir,
- Blateško,
- Wyższe Defsko.

## Park narodowy
Park Narodowy Szar Płanina znajduje się w Kosowie i zajmuje powierzchnię ok. 532,72 km². Obejmuje północne zbocza pasma. Występują tu gatunki endemiczne np. sosna rumelijska. Co do fauny to występują tu między innymi: ryś, niedźwiedź, kozica, wilk szary, sarna, dzik i inne.